# Katharine Ross

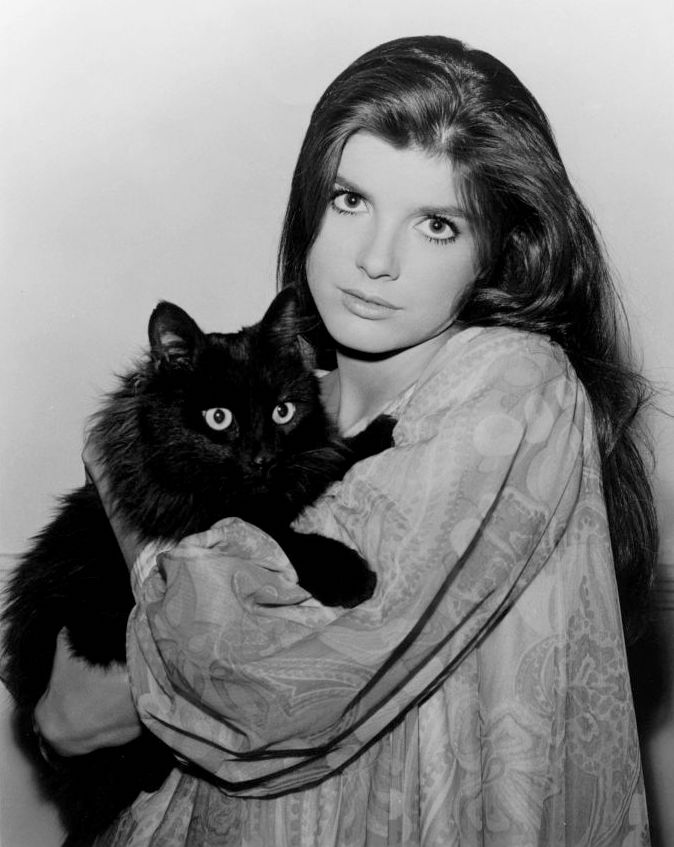
Katharine Ross z kotem (1966)

Katharine Juliet Ross (ur. 29 stycznia 1940 w Los Angeles) – amerykańska aktorka i scenarzystka filmowa, telewizyjna i teatralna, nominowana do nagrody Oscara, dwukrotna laureatka nagrody Złotego Globu, autorka książek Mała balerina (Little Ballerina) i Moje ulubione sprawy (My Favorite Things).

## Życiorys

### Młodość
Urodziła się w Los Angeles jako córka Katherine Mullen i Dudleya Tyinga Rossa. Kiedy się urodziła jej ojciec odbywał służbę w United States Navy. Jej rodzina miała pochodzenie szkockie, niemieckie i angielskie. W 1957 ukończyła Las Lomas High School w Walnut Creek w Kalifornii. Przez rok uczęszczała do Santa Rosa Junior College w Santa Rosa, gdzie wystąpiła w musicalu Król i ja. Zrezygnowała z dalszej nauki i przeniosła się do San Francisco na studia aktorskie.

### Kariera
W 1962 związała się z grupą teatralną San Francisco Workshop, z którą wystąpiła w spektaklu George’a Bernarda Shawa Uczeń diabła (The Devil’s Disciple) na scenie The Balcony Theater. Niedługo potem pojawiła się na szklanym ekranie w serialach: NBC Sam Benedict (1962), NBC Porucznik (The Lieutenant, 1963), ABC Spotkanie z Alfredem Hitchcockiem (The Alfred Hitchcock Hour, 1963), Ben Casey (1964) i seryjnych westernach: NBC Człowiek z Shiloh (The Virginian, 1964) z Lee Majorsem, CBS Gunsmoke (Prawo strzelby, 1964, 1965), ABC Wagon pociągowy (Wagon Train, 1965), CBS Bardzo Dziki Zachód (Wild Wild West, 1965) z Lesliem Nielsenem oraz ABC Wielka Dolina (The Big Valley, 1965) u boku Barbary Stanwyck, Lee Majorsa i Lindy Evans.
Debiutowała na dużym ekranie w dramacie wojennym westernie Shenandoah (1965) u boku Jamesa Stewarta. Za kreację panny młodej Elaine Robinson zaręczonej z wplątanym wcześniej w romans z jej matką synem wspólnika swojego ojca (Dustin Hoffman) w melodramacie Mike’a Nicholsa Absolwent (The Graduate, 1967) została uhonorowana nagrodą Złotego Globu i Złotego Lauru oraz była nominowana do nagrody Oscara i Brytyjskiej Akademii Filmowej (BAFTA). Zagrała potem w filmie sensacyjnym Ujarzmić piekło (Hellfighters, 1969) u boku Johna Wayne’a. Za postać Loli w westernie Był tu Willie Boy (Tell Them Willie Boy Is Here, 1969) z Robertem Redfordem oraz za rolę Etty Place w biograficznym westernie sensacyjnym Butch Cassidy i Sundance Kid (Butch Cassidy and the Sundance Kid, 1969) u boku Paula Newmana i Roberta Redforda odebrała nagrodę Brytyjskiej Akademii Filmowej (BAFTA).
Pojawiła się także w komedii Spytaj swojego królika (Get to Know Your Rabbit, 1972) z Orsonem Wellesem. Kreacja prezesa stacji telewizyjnej, która po przeprowadzce z Manhattanu na bogate przedmieścia Stepford w stanie Connecticut odkrywa kobiety zamienione w roboty w horrorze fantastycznonaukowym Żony ze Stepford (The Stepford Wives, 1975) przyniosła jej nagrodę Złotego Zwoju przyznaną przez Akademię Filmową Science Fiction, Fantasy i Horroru. Została po raz drugi laureatką nagrody Złotego Globu za drugoplanową rolę prostytutki Miry Hauser, córki uchodźcy żydowskiego w dramacie Przeklęty rejs (Voyage of the Damned, 1976) z Faye Dunaway. Wystąpiła także w dreszczowcu o morderczych pszczołach Rój (The Swarm, 1978) i dramacie Betsy (The Betsy, 1978) u boku Laurence’a Oliviera, Roberta Duvalla, Tommy’ego Lee Jonesa, Lesley-Anne Down i Kathleen Beller.
W operze mydlanej ABC Dynastia Colbych (The Colbys, 1985–1987) wystąpiła jako Francesca Scott Colby Hamilton, matka Jeffa Colby’ego (John James). W dreszczowcu Donnie Darko (2001) zagrała postać psychiatry.

## Życie prywatne
Ross miała pięciu mężów, z których czwartym był Gaetano „Tom” Lisi (w latach 1974 – 1979). Na planie horroru Dziedzictwo (The Legacy, 1978) poznała swojego piątego męża, aktora Sama Elliotta. Wspólnie zagrali również w miniserialu NBC Morderstwo w Teksasie (Murder in Texas, 1981) z Farrah Fawcett, telewizyjnym westernie CBS Jeźdźcy cienia (The Shadow riders, 1982) z główną rolą Toma Sellecka, telewizyjnym dramacie ABC Travis McGee (1983) i telewizyjnym westernie TNT Conagher (1991), do którego wspólnie z mężem opracowała scenariusz. W 1984 wzięli ślub. Mają córkę Cleo Rose (ur. 17 września 1984).

## Filmografia
- 1965: Shenandoah jako pani Ann Anderson
- 1966: The Singing Nun jako Nicole Arlien
- 1966: Pan Buddwing jako Janet
- 1967: Absolwent jako Elaine Robinson
- 1967: Gry (Games) jako Jennifer Montgomery
- 1968: Hellfighters jako Trish Buckman
- 1969: Był tu Willie Boy (Tell Them Willie Boy Is Here) jako Lola
- 1969: Butch Cassidy i Sundance Kid jako Etta Place
- 1972: Spytaj swojego królika (Get to Know Your Rabbit) jako muza
- 1972: They Only Kill Their Masters jako Kate Bingham, pielęgniarka dr Watkins
- 1974: Przypadek i przemoc (Hasard et la violence, Le) jako Constance Weber
- 1975: Żony ze Stepford (The Stepford Wives) jako Joanna Eberhart
- 1976: Korzenie mafii (Alle origini della mafia) jako Rosa Mastrangelo
- 1978: Betsy jako Sally Hardeman
- 1978: Dziedzictwo (The Legacy) jako Margaret Walsh
- 1978: Rój jako Helena
- 1980: Jeszcze raz Pearl Harbor (The Final Countdown) jako Laurel Scott
- 1980: Rodeo Girl jako Sammy Garrett
- 1982: Jeźdźcy cienia (The Shadow riders) jako Kate Connery
- 1982: Wrong Is Right jako Sally Blake
- 1985–1987: Dynastia Colbych jako Francesca Scott Colby Hamilton Langdon
- 1986: Red-Headed Stranger jako Laurie
- 1988: Distribution of Lead jako Maude
- 1991: Conagher jako Evie Tealy
- 1997: Bądź w domu przed zmrokiem (Home Before Dark) jako Rose
- 2001: Donnie Darko jako dr Lilian Thurman
- 2002: Don't Let Go jako Charlene Stevens
- 2005: Comanche Stallion jako pani Osborne
- 2006: Eye of the Dolphin jako Lucy
- 2007: The Final Season

## Nagrody
- Złoty Glob
  - Absolwent (1967)
  - Przeklęty rejs (1976)